# Concerto pour piano de Massenet
Le Concerto pour piano en mi bémol majeur de Jules Massenet est une œuvre musicale composée en 1902.

## Histoire
Il fut créé le 1er février 1903 au Conservatoire de Paris par le pianiste Louis Diémer, à qui il était dédié.

## Mouvements
1. Andante moderato - Allegro non troppo
2. Largo
3. Airs slovaques. Allegro

Durée approximative : 35 minutes.

## Discographie
- Marylene Dosse et l'orchestre symphonique de Westphalie dirigé par Siegfried Landau, 1974
- Aldo Ciccolini et l'orchestre philharmonique de Monte-Carlo dirigé par Sylvain Cambreling, 1979 (EMI)
- Stephen Coombs et le BBC Scottish Symphony Orchestra dirigé par Jean-Yves Ossonce, 1997 (Hyperion)
- İdil Biret et l'orchestre symphonique de Bilkent dirigé par Alain Pâris, 2007